# Збори Аянів Йорданії
Збори Аянів Йорданії (араб. مجلس الأعيان الأردني) — верхня палата йорданського парламенту.

## Опис
25 травня 1946 року було ухвалено конституцію Йорданії, відповідно до якої законодавчу владу було віддано Парламенту, поділеному на Збори Аянів і Палату представників, а також короля. 
До складу палати входять 75 сенаторів, яких призначає монарх, і не може за розміром перевищувати половину Палати представників. Термін скликання Зборів — 4 роки. Мінімальний вік сенатора — 40 років, при цьому сенатор не може перебувати на державній службі. Сенатори призначаються з числа колишніх службовців: міністрів, послів і повноважних представників, голів Палати представників, голів і суддів касаційних, цивільних і шаріатських судів, офіцерів у відставці в званні генерал-лейтенанта, осіб із заслугами перед нацією й державою.